# Обраний президент
О́браний президе́нт, також новоо́браний президе́нт — особа, яка була обрана на виборах президентом (главою держави), але ще не вступила на посаду і не приступила до виконання своїх обов'язків.
Відповідно до статті 104 Конституції України новообраний президент України вступає на посаду не пізніше, ніж через 30 днів після офіційного оголошення результатів виборів, з моменту складення Присяги Народу України на урочистому засіданні Верховної Ради України. Приведення новообраного президента України до Присяги здійснює голова Конституційного Суду України.
Президент України, обраний на позачергових виборах, складає присягу у п'ятиденний строк після офіційного оголошення результатів виборів.